# Кангвон (Северна Кореја)
Кангвон (кореј. 강원도, Кангвон-до) једна је од девет провинција Северне Кореје. Њен главни град је Вонсан. Она представља северни део истоимене историјске провинције Кореје, која је током корејског рата подељена између Северне и Јужне Кореје. Јужни део некадашње провинције сада чини истоимену провинцију у Јужној Кореји.